# Děkanství v Chrasti
Jednopatrová barokní budova děkanství v Chrasti byla postavena v letech let 1712–1722, na místě původní fary z roku 1664 vyhořelé v roce 1709. Budova děkanství se nalézá na Náměstí v městě Chrast v okrese Chrudim. Děkanství je od 24. ledna 1964 chráněno jako nemovitá kulturní památka ČR.

## Popis
Jednopatrová budova děkanství v Chrasti byla vybudována v letech 1712–1722 z opukového zdiva na obdélném půdorysu. Fasádu děkanství člení prostá římsa mezi patry a šambrány okolo oken s šesti okenními tabulkami. Budova má sedlovou střechu krytou taškami.
Na průčelí budovy, mezi okny prvního patra se nalézá nika, ve které je umístěna kamenná socha svatého Floriána, patrona proti požáru v tradičním ikonografickém pojetí. Socha je datovaná chronogramem na soklu do roku 1738.
Součástí památkově chráněného areálu děkanství v Chrasti jsou i brána s průjezdem zaklenutým archivoltou orámovanou štukovým rámcem a nalevo od brány se nalézající přízemní domek.

## Galerie

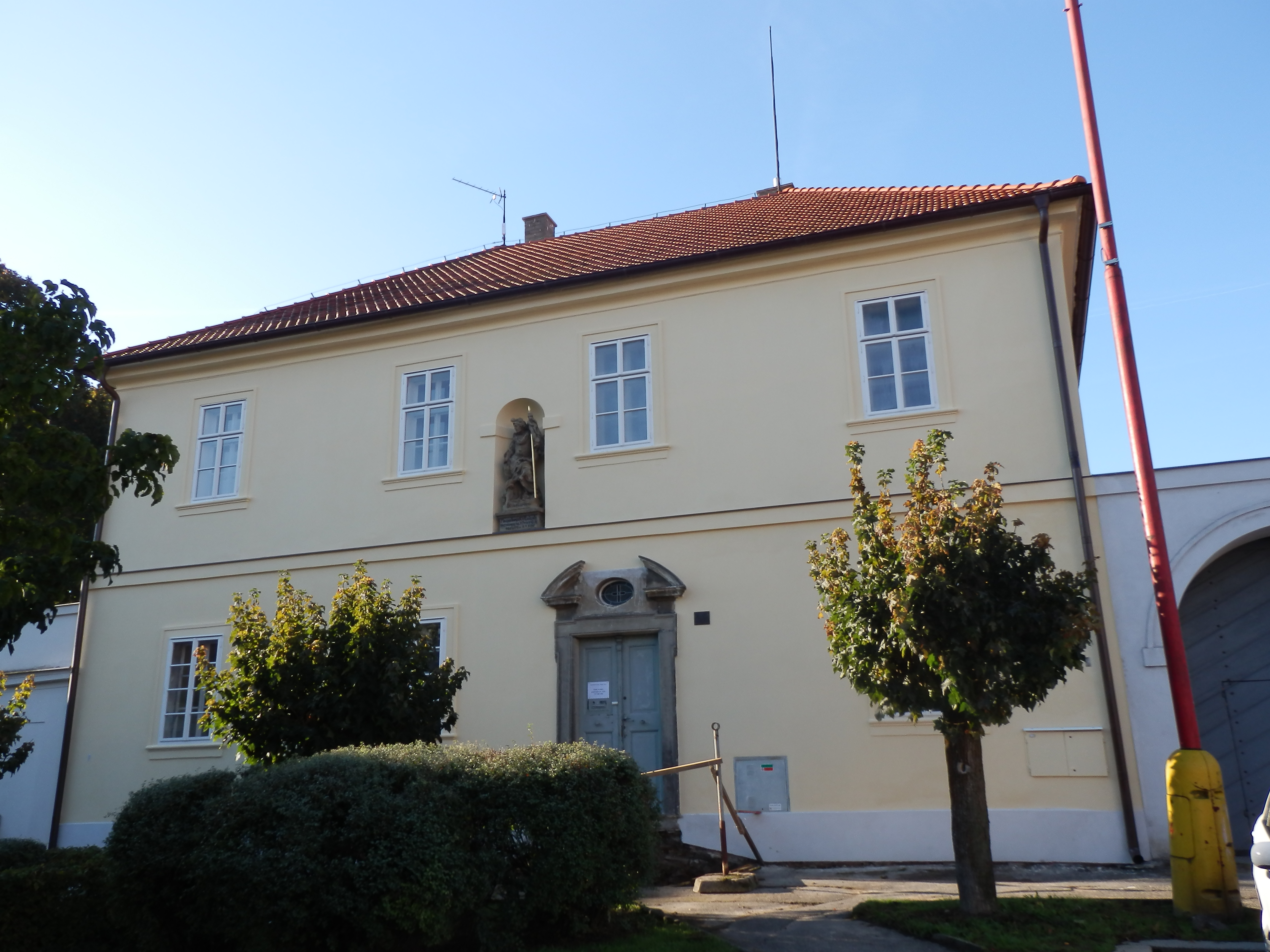
děkanství v Chrasti
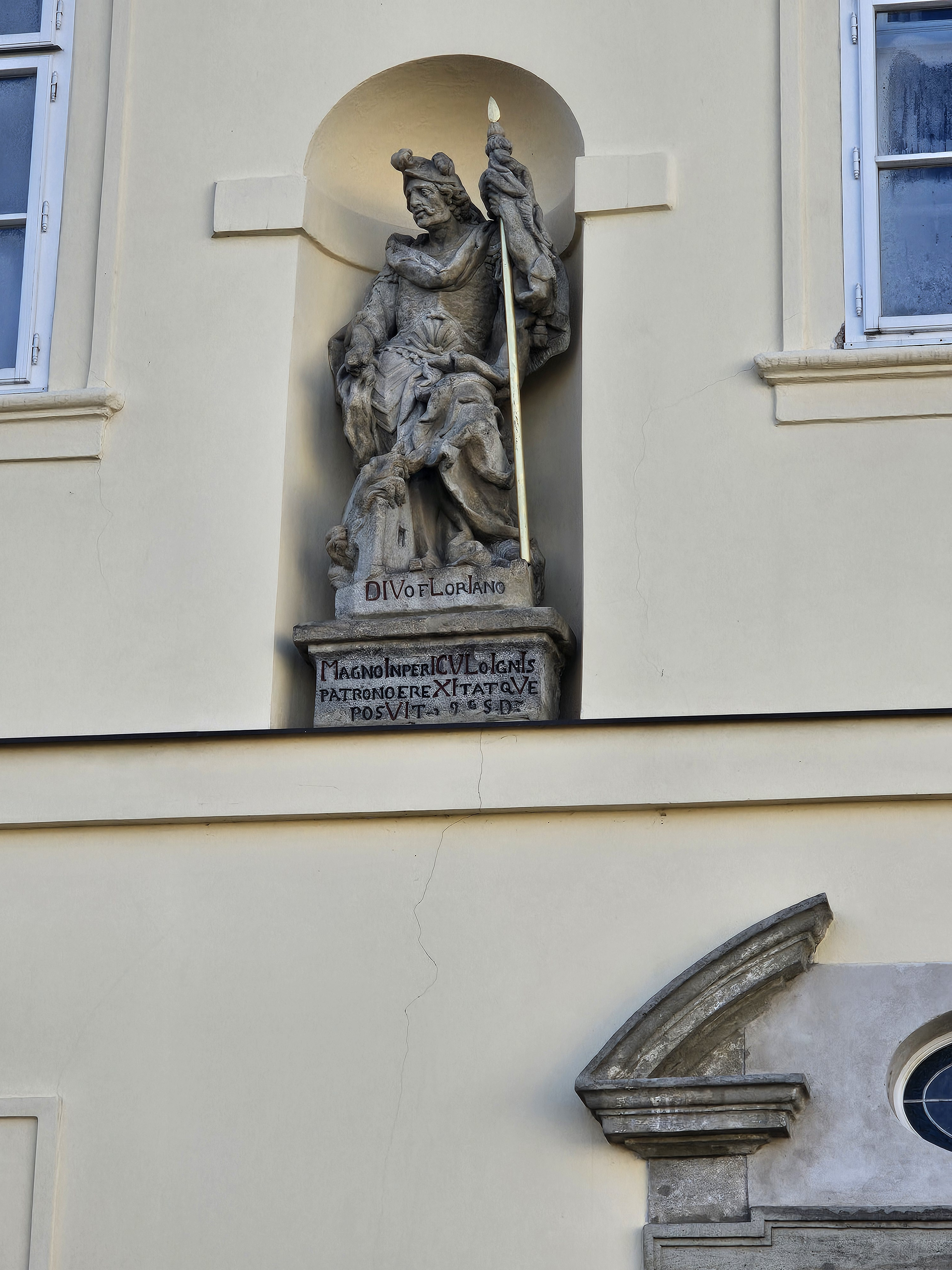
děkanství v Chrasti - socha svatého Floriana
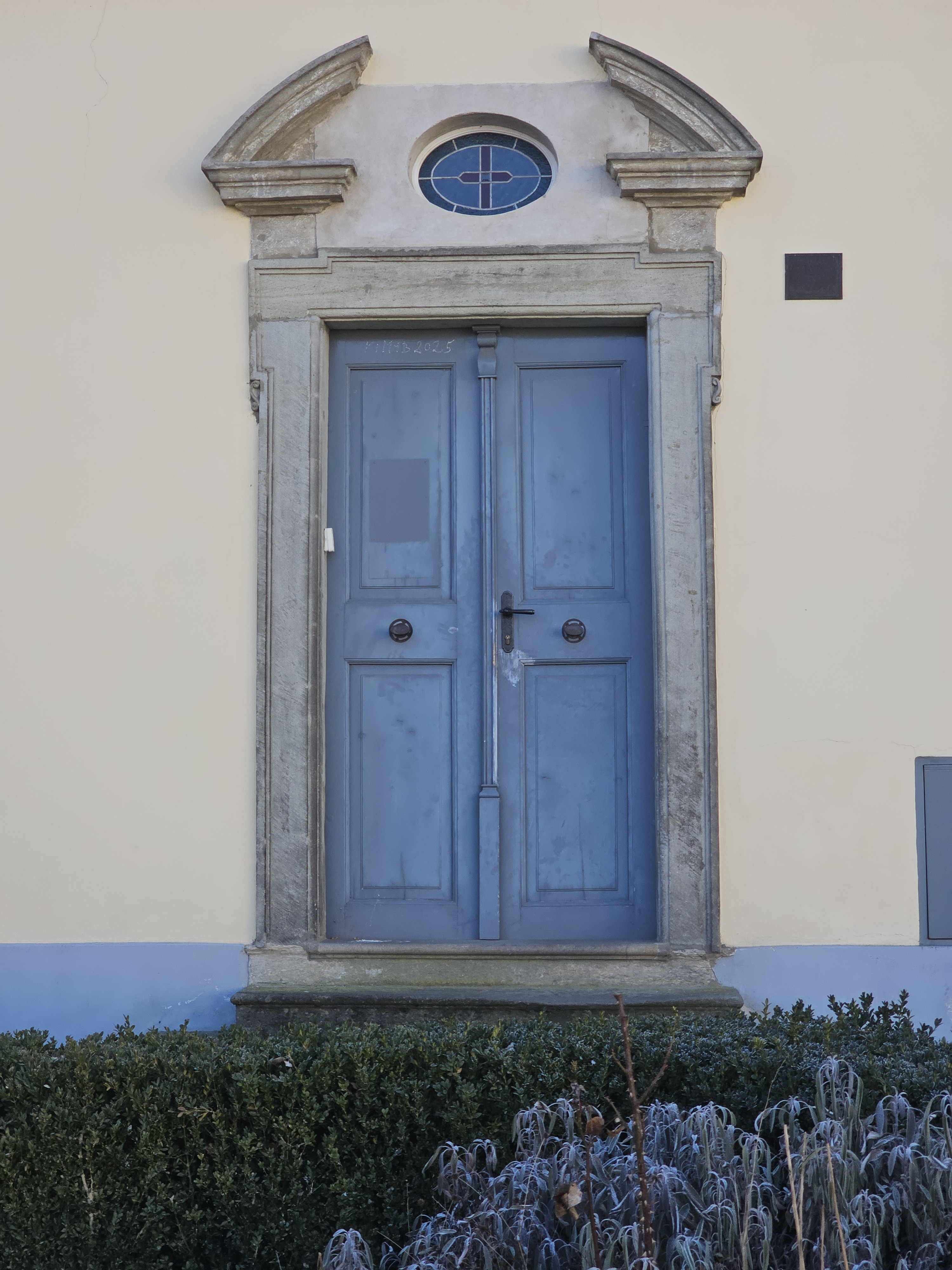
děkanství v Chrasti - vstupní portál do budovy děkanství